# Milad De Nour Tour
Die Milad De Nour Tour, ebenfalls bekannt unter Tour of Milad du Nour (persisch تور میلاد دو نور Tūr-e Milād-e Do Nūr), ist ein Straßenradrennen im Iran. Die kleine Rundfahrt wurde 2005 gegründet, ist seit 2007 Teil der UCI Asia Tour und hat die Kategorie 2.2. Sie führt in der Provinz Markazi in fünf bis sieben Etappen um die Provinzhauptstadt Arak.

## Sieger
- 2012 nicht ausgetragen
- 2011  Ghader Mizbani
- 2010  Ramin Mehrabani
- 2009  Mehdi Sohrabi
- 2008  Ahad Kazemi Sarai
- 2007  Ghader Mizbani
- 2006  Ghader Mizbani
- 2005  David McCann